# Я — зомбі
«Я — зомбі» (англ. iZombie) — американський телесеріал, був розроблений Робом Томасом і Діаною Руггієро. В основі серіалу лежить однойменна серія коміксів, створена Крісом Роберсоном і Майклом Аллредом та опублікована видавництвом DC Comics Vertigo. Прем'єра серіалу відбулася 17 березня 2015 року на телеканалі The CW. Сезони складаються із 13 серій, за винятком другого — 19 епізодів.

## Сюжет
У центрі сюжету — студентка медичного факультету Лів (Олівія) Мур, для якої наслідки однієї з вечірок стали переломним моментом у житті, що перетворив її на зомбі. Якщо колись вона пашіла здоров'ям, була життєрадісною та активною, то тепер Лів схожа на представника готів — з блідою шкірою, темними кругами навколо очей і майже білим волоссям. Вона влаштовується на роботу в офіс коронера доктора Раві Чакрабарти, щоб мати доступ до мізків, які їй доводиться їсти, щоб підтримувати свою людську суть. Проте з кожним з'їденим нею мозком вона наслідує спогади трупа. За допомогою доктора Чакрабарти, що упізнав її секрет, і детектива поліції Клайва Бобіно Лів здатна розгадувати обставини вбивства тих людей, чий мозок вона з'їла.

## У ролях
- Роуз Макайвер — Лів (Олівія) Мур
- Малкольм Ґудвін — детектив Клайв Бобіно
- Рахул Колі — доктор Раві Чакрабарті
- Роберт Баклі — Мейджер Лілівайт (колишній наречений Лів)
- Елісон Мічалка — Пейтон Чарльз (найкраща подруга Лів)
- Девід Андерс — Блейн ДеБірс
- Брайс Годжсон — Дон Евергарт

## Список серій
| Сезон | Епізоди | Епізоди | Оригінальний показ | Оригінальний показ |
| Сезон | Епізоди | Епізоди | Перший показ       | Останній показ     |
| ----- | ------- | ------- | ------------------ | ------------------ |
| 1     | 13      | 13      | 17 березня 2015    | 9 червня 2015      |
| 2     | 19      | 19      | 6 жовтня 2015      | 12 квітня 2016     |
| 3     | 13      | 13      | 4 квітня 2017      | 27 червня 2017     |
| 4     | 13      | 13      | 26 лютого 2018     | 28 травня 2018     |
| 5     | 13      | 13      | 2 травня 2019      | 1 серпня 2019      |